# ديزي وايت
ديزي وايت (بالإنجليزية: Daisy Cakes)‏ هي عارضة وممثلة صينية وبريطانية، ولدت في 9 سبتمبر 2005 في ريدنغ في المملكة المتحدة.

## وصلات خارجية
- ديزي وايت على موقع IMDb (الإنجليزية)